# Dipoena augara
Dipoena augara là một loài nhện trong họ Theridiidae.
Loài này thuộc chi Dipoena. Dipoena augara được Herbert Walter Levi miêu tả năm 1963.